# Joannicjusz (Lipovac)
Joannicjusz, imię świeckie Jovan Lipovac (ur. 16 lutego 1880 w Stolivie, zm. 1945) – prawosławny metropolita Czarnogóry i Przymorza.

## Życiorys
Urodził się w Stolivie w rodzinie Spira i Mariji Lipovac. Ukończył Prawosławny Instytut Teologiczny w Zadarze, a następnie studia na wydziale filozoficznym Uniwersytetu Belgradzkiego. 8 listopada 1912 przyjął święcenia diakońskie, zaś 10 listopada 1912 kapłańskie. W latach 1912–1918 służył w Kotorze i w Lastvie. Od 1919 do 1925 był nauczycielem w różnych szkołach w Cetynii, zaś od 1925 do 1940 w Belgradzie.
Święcenia kapłańskie przyjął jako duchowny żonaty. Po śmierci żony złożył w 1939 wieczyste śluby zakonne w monasterze Rakovica i został nominowany do przyjęcia chirotonii biskupiej jako biskup pomocniczy z tytułem biskupa budimljańskiego. 11 lutego 1940 w soborze w Belgradzie miała miejsce jego chirotonia. 10 grudnia tego samego roku został wybrany na metropolitę Czarnogóry i Przymorza.
W czasie swojej działalności w Czarnogórze metropolita wspierał czynnie ruch czetnicki oraz kolaborował z władzami marionetkowego Niezależnego Państwa Czarnogórskiego. W 1945, razem z 70 innymi duchownymi, podjął próbę ucieczki z Czarnogóry. Cała grupa została schwytana w pobliżu miejscowości Zidani Most w Słowenii przez partyzantów Tity. Metropolita został przewieziony do Aranđelovaca i tam rozstrzelany (prawdopodobnie na polecenie płk. Vladimira Rolovića i gen. Peko Dapčevića). Miejsce jego pochówku nie jest znane.
W 1999 Święty Synod Biskupów Serbskiego Kościoła Prawosławnego kanonizował metropolitę Joannicjusza jako męczennika.